# Sidney Herbert Ray

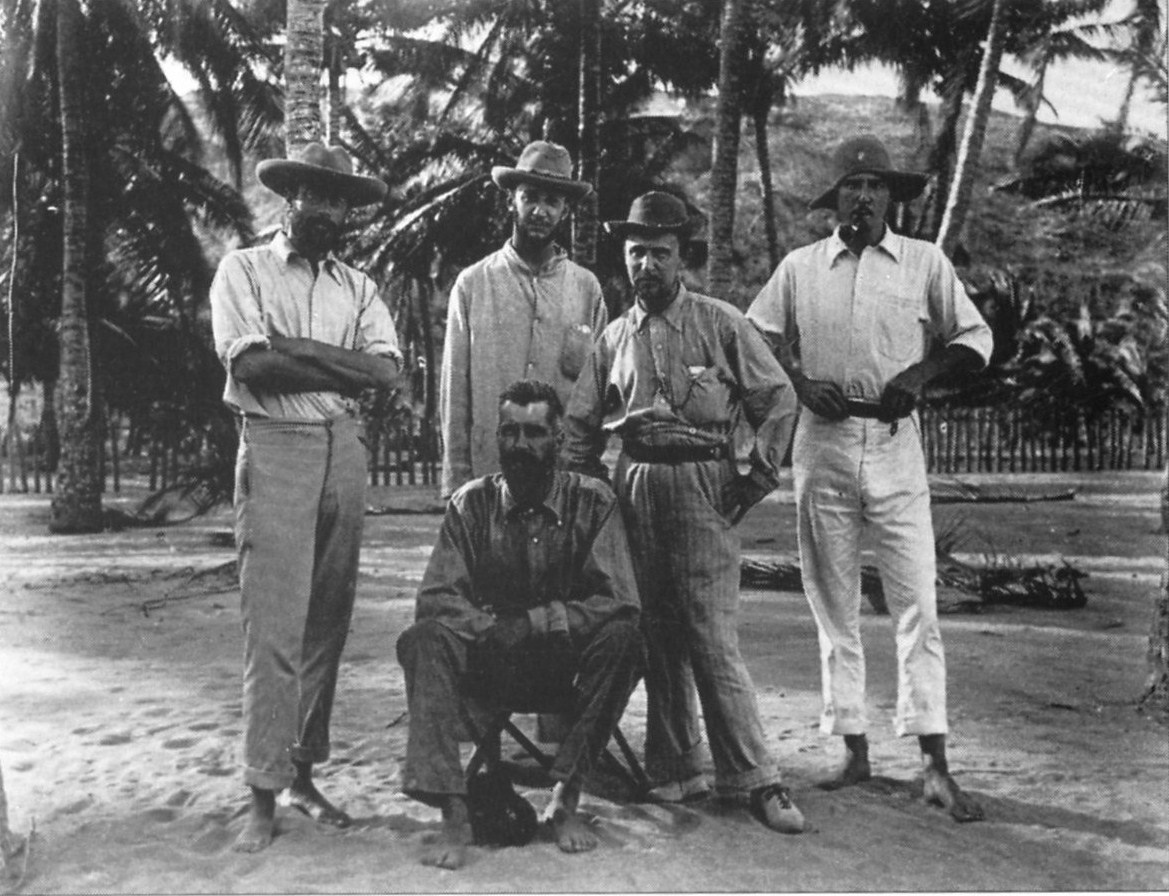
Ray (2. von rechts) mit weiteren Mitgliedern der Torres Straits Expedition von 1898.

Sidney Herbert Ray (* 28. Mai 1858; †  1. Januar 1939) war ein britischer Lehrer und Linguist. Sein Forschungsgebiet waren die melanesischen Sprachen.
Ray war seit 1887 auf dem Gebiet der ozeanischen Sprachwissenschaft tätig und war Teilnehmer der berühmten Cambridge Anthropological Expedition to the Torres Straits (1898–99) und veröffentlichte in deren Forschungsbericht den Band über Linguistik (1907).
Er veröffentlichte weiterhin zahlreiche Arbeiten über melanesische und polynesische Sprachen. Als sein besonderes Verdienst gilt die Entdeckung, die die Sprachfamilien der Papuasprachen mit den austronesischen in der Südsee in keinem Zusammenhang stehen. 1892 berichtete er über diese Entdeckung auf dem 9. Internationalen Orientalistenkongress in London. Durch diese Entdeckung wurde auch eine richtigere Auffassung der melanesischen Sprachen herbeigeführt.

## Werke
- "A study of the languages of Torres Straits with vocabularies and grammatical notes : part 1", in:  Royal Irish Academy. Proceedings., Series 3, Vol. II, Nr. 4. Dublin : Univ. Pr., 1893
- The Languages of British New Guinea. London 1893, Committee of the Congress. Extracted from the Transactions of the Ninth International Congress of Orien- talists, grey wrs., pages 755-770.
- A comparative vocabulary of the dialects of British New Guinea. Compil. by Sidney H. Ray, memb. Anthrop. Inst. ... W. pref. by R(obert) N(eedham) Cust. London: Soc. f. promoting Christ. Knowledge, 1895
- Richard Phillips; Sidney H. Ray (1898). "Vocabulary of Australian Aborigines in the neighbourhood of Cooktown, North Queensland". The Journal of the Anthropological Institute of Great Britain and Ireland 27: 144–147.
- "Linguistics", Band 3 der Reports of the Cambridge Anthropological Expedition to the Torres Straits  (1907)
- "Polynesian Linguistics." In: The Journal of the Polynesian Society, 1917, 26(101):134-43. (part of a series.)
- "The Polynesian Languages in Melanesia." in: Anthropos, 1919–20, 14/15(1/2/3:146-96).
- A comparative study of the Melanesian Island languages. Cambridge [u. a.] : Univ. Press [u. a.], 1926